# Роквуд (Теннессі)
Роквуд (англ. Rockwood) — місто (англ. city) в США, в окрузі Роун штату Теннессі. Населення — 5444 особи (2020).

## Географія
Роквуд розташований за координатами 35°52′12″ пн. ш. 84°40′30″ зх. д. / 35.87000° пн. ш. 84.67500° зх. д. (35.870080, -84.674943).  За даними Бюро перепису населення США в 2010 році місто мало площу 20,90 км², з яких 20,85 км² — суходіл та 0,05 км² — водойми.

## Демографія
Згідно з переписом 2010 року, у місті мешкали 5562 особи в 2356 домогосподарствах у складі 1409 родин. Густота населення становила 266 осіб/км².  Було 2740 помешкань (131/км²).
Расовий склад населення:
| - 90,5 % — білих - 4,6 % — чорних або афроамериканців - 0,8 % — корінних американців - 0,3 % — азіатів |

До двох чи більше рас належало 3,3 %. Частка іспаномовних становила 1,9 % від усіх жителів.
За віковим діапазоном населення розподілялося таким чином: 21,1 % — особи молодші 18 років, 57,6 % — особи у віці 18—64 років, 21,3 % — особи у віці 65 років та старші. Медіана віку мешканця становила 43,6 року. На 100 осіб жіночої статі у місті припадало 89,0 чоловіків;  на 100 жінок у віці від 18 років та старших — 82,7 чоловіків також старших 18 років.
Середній дохід на одне домашнє господарство  становив 35 629 доларів США (медіана — 27 539), а середній дохід на одну сім'ю — 47 424 долари (медіана — 38 295). Медіана доходів становила 33 794 долари для чоловіків та 31 036 доларів для жінок. За межею бідності перебувало 30,7 % осіб, у тому числі 34,2 % дітей у віці до 18 років та 15,3 % осіб у віці 65 років та старших.
Цивільне працевлаштоване населення становило 2029 осіб. Основні галузі зайнятості: роздрібна торгівля — 22,3 %, виробництво — 21,4 %, освіта, охорона здоров'я та соціальна допомога — 13,9 %, мистецтво, розваги та відпочинок — 13,1 %.